# Община Ваньфан (станция метро)
«Община Ваньфан» (англ. Wanfang Community; кит. 萬芳社區) — станция линии Вэньху Тайбэйского метрополитена, открытая 28 марта 1996. Располагается между станциями «Госпиталь Ваньфан» и «Мучжа». Находится на территории района Вэньшань в Тайбэе.

## Техническая характеристика
Станция «Община Ваньфан» — эстакадная с двумя боковыми платформами. На станции есть один выход, оснащённый эскалаторами и лифтом для пожилых людей и инвалидов. На станции установлены платформенные раздвижные двери.